# Sebastian Arzt
Sebastian Arzt (5 agosto 1991) è un ex sciatore alpino austriaco.

## Biografia
Originario di Bad Gastein e attivo in gare FIS dal dicembre del 2006, in Coppa Europa Arzt ha esordito il 12 gennaio 2011 a Patscherkofel in discesa libera, senza completare la prova, ha colto l'unico podio il 26 gennaio 2017 a Méribel nella medesima specialità (2º) e ha preso per l'ultima volta il via il 15 marzo 2019 a Sella Nevea sempre in discesa libera (32º). Si è ritirato durante la stagione 2019-2020 e la sua ultima gara è stata un supergigante FIS disputato l'8 gennaio a Wanlong; non ha debuttato in Coppa del Mondo né preso parte a rassegne olimpiche o iridate.

## Palmarès

### Coppa Europa
- Miglior piazzamento in classifica generale: 26º nel 2017
- 1 podio:
  - 1 secondo posto

### Campionati austriaci
- 2 medaglie:
  - 1 oro (discesa libera nel 2016)
  - 1 bronzo (discesa libera nel 2018)